# Scotopteryx superjecta
Scotopteryx superjecta là một loài bướm đêm trong họ Geometridae.